# Campionati del mondo di ciclocross 2016 - Gara maschile Under-23
La ventunesima edizione della gara maschile Under-23 dei Campionati del mondo di ciclocross 2016 si svolse il 31 gennaio 2016 con partenza ed arrivo da Heusden-Zolder in Belgio, su un percorso totale di 19,66 km. La vittoria fu appannaggio del belga Eli Iserbyt, il quale terminò la gara in 51'18", precedendo il ceco Adam Ťoupalík e il connazionale Quinten Hermans terzo.
Partenza con 52 ciclisti provenienti da 20 nazioni, dei quali 51 portarono a termine la competizione.

## Squadre partecipanti
| N.    | Cod. | Squadra     |
| ----- | ---- | ----------- |
| 2-8   | BEL  | Belgio      |
| 11-15 | NLD  | Paesi Bassi |
| 17-19 | CZE  | Cechia      |
| 20-24 | FRA  | Francia     |
| 27-28 | SUI  | Svizzera    |
| 29-34 | USA  | Stati Uniti |
| 35    | GBR  | Regno Unito |
| 36-38 | ITA  | Italia      |
| 39-40 | ESP  | Spagna      |
| 41-43 | GER  | Germania    |

| N.    | Cod. | Squadra     |
| ----- | ---- | ----------- |
| 46-47 | POL  | Polonia     |
| 48    | JPN  | Giappone    |
| 49    | DEN  | Danimarca   |
| 50-52 | SVK  | Slovacchia  |
| 53-55 | SWE  | Svezia      |
| 56-57 | AUS  | Australia   |
| 58-59 | CAN  | Canada      |
| 60-61 | LUX  | Lussemburgo |
| 62    | IRL  | Irlanda     |
| 63    | NOR  | Norvegia    |

## Classifica (Top 10)
| Pos. | Corridore        | Squadra     | Tempo   |
| ---- | ---------------- | ----------- | ------- |
| 1    | Eli Iserbyt      | Belgio      | 51'18"  |
| 2    | Adam Ťoupalík    | Cechia      | a 1"    |
| 3    | Quinten Hermans  | Belgio      | a 5"    |
| 4    | Thijs Aerts      | Belgio      | a 11"   |
| 5    | Clément Russo    | Francia     | a 12"   |
| 6    | Felipe Orts      | Spagna      | a 15"   |
| 7    | Gioele Bertolini | Italia      | s.t.    |
| 8    | Martijn Budding  | Paesi Bassi | a 24"   |
| 9    | Sieben Wouters   | Paesi Bassi | a 29"   |
| 10   | Daan Soete       | Belgio      | a 1'07" |